# Microsoft HoloLens
Први бежични холограмски компјутер, Хололенс, производ компаније Microsoft приказан је на BUILD конференцији 2015. године у Лос Анђелесу. Уређај има способност да стварност коју ми видио прекрије виртуелним холограмима.
Хололенс представља револуцију у технологији. Хололенс технологија користи Windows 10 да би створила привидне тродимензионалне холограме у вашем блиском окружењу. Microsoft се назива првом Холограмском компјутерском платформом на свету, мада је Хололенс пре нека врста напредне форме, проширене и побољшане реалности, која употребљава специјалне наочаре да би видела 3Д моделе. Хололенс је јединствен по томе сто се ради о потпуно бежичном уређају. Има способност да види свет који ми видимо и прекрије га виртуелним холограмом, које може да види само особа која носи Хололенс. Све ово уређај чини преко уграђеног дисплеја, батерије, уграђене аудио подршке и 3Д подршке.

## Структура Хололенса
Наочаре су велике, али не захтевају додатне каблове, телефон или везу са PC рачунаром. Оне имају провидна сочива високе дефиниције слике и могућност просторног звука, што нам даје могућност да видимо и чујемо оно што се назива холограм. 
 Технолошка структура Хололенса:
- Покреће га Windows 10[2]
- Има скуп сензора који потичу од Kinecta
- Има моћне и брзе, централни (CPU) и графички (GPU) процесор
- Користи три слоја стакла(црвено, зелено, плаво)
- Провидна сочива високе дефиниције слике
- Могућност просторног звука
- Микрофон за гласовну команду и више камера

### Windows 10 у Хололенсу
Windows 10 ће имати API(Aplication Programming Interface) усмерен на схватање окружења и људи у њему. Холограмски API ће бити аутоматски укључен у Windows 10 систем, па ће свака апликација моћи да ради са холограмима укључујући: Netflix, Minecraft или Skype.

### Сензори за Хололенс технологију
Да би се заокружило холограмско искуство радило се на стварању просторног звука, тако да корисници могу чути холограм из различитих праваца. Уз додавање ових сензора, укључени су микрофони распоређени за снимање низа гласовних команди, сензори дубине за просторну мапу корисниковог окружења и читање покрета. Видео камера прати окружење и може да покрије обим од 120x120 степени.

### Процесори
Употреба Хололенс технологије условљава да располажемо са моћним и брзим централним и графичким процесорима као и наменским процесором за обраду холограма (HPU). HPU(Holographic Processing Unit) је додатна иновација која даје Хололенсу у стварном свету способност где да тражи, да разуме своје покрете и просторну карту света око себе.

## Мicrosoftove могућности
Са Хололенсом могућности су велике. Уколико се он буде комерцијализовао имаћемо:
- Виртуелне конференције
- Пружање удаљене подршке
- Нове видове уметничког изражавања
- Интерактивно новинарство
- Нови облик комуникације и образовања, психологије, медицине...
- Примена Хололенса на Међународној свемирској станици ('''ISS''') као помоћ астронаутима
- Примена у аутомобилској индустрији

### Сарадња Microsofta и NASE
Пројекат је назван Sidekick и почеће када се два Хололенс уређаја лансирају на Међународну свемирску станицу(ISS) преко Space X испоруке. Предвиђено је да овај уређај помогне астронаутима у различитим пројектима и буде им водич у поправкама и експериментима. Пре него што крене на Међународну свемирску станицу Хололенс ће бити тестиран у бестежинском авиону C9. Циљ је да се види како ће екипа свемирске станице да се носи са Хололенсом.

### Примена у аутомобилској индустрији
Шведски произвођач аутомобила Volvo сматра да се Хололенс може користити од техничког развоја аутомобила, преко развоја дизајна екстеријера и ентеријера, па до његове продаје, где купцу може визуелно да се представи производ.

## Minecraftove Хололенс игре
На Е3 гејминг догађају, који је одржан од 16. до 18. јуна, у Лос Анђелесу, приказане су могућности Хололенса на примеру игрице Minecraft. Minecraftove Хололенс игре дају невиђену перспективу игре. Игрицу контролише наша рука и глас, уз помоћ њих можемо да стварамо, конзумирамо то што стварамо, делимо то са другима и у исто време да радимо више ствари.

## Microsoftova субвенција истраживачима
Microsoft жели да истраживачи пронађу нове могућности Хололенса и холограмског рачунарства, које ће бити корисне за свет. Дата је понуда у јулу 2015. године за нове употребе холограмских рачунара. Субвенција у износу од 500.000 $ важила је само за америчке универзите.